# Корткероське сільське поселення
Корткеро́ське сільське поселення (рос. Корткеросское сельское поселение) — муніципальне утворення у складі Корткероського району Республіки Комі, Росія. Адміністративний центр та єдиний населений пункт — село Корткерос.

## Населення
Населення — 4838 осіб (2017, 4624 у 2010, 4659 у 2002, 4274 у 1989).